# Port Talbot
 (février 2021).
Si vous disposez d'ouvrages ou d'articles de référence ou si vous connaissez des sites web de qualité traitant du thème abordé ici, merci de compléter l'article en donnant les références utiles à sa vérifiabilité et en les liant à la section « Notes et références ».
Pour les articles homonymes, voir Port Talbot (homonymie) et Talbot (homonymie).
Port Talbot est une ville industrielle et un port du pays de Galles situés dans le county borough de Neath Port Talbot, à l'est de la baie de Swansea, à l'embouchure de la rivière Afan. 37 276 habitants y résidaient en 2011. 
L'aciérie de Margam, zone industrielle à proximité de Port Talbot, est l'une des deux dernières aciéries du pays de Galles. 

## Personnalités
- Martyn Ashton (né en 1974), trialiste VTT professionnel britannique y vit
- Brian Flynn (né en 1955), footballeur
- Bernard Fox (1927-2016), acteur
- Peg Entwistle (1908-1932), actrice
- Anthony Hopkins (né en 1937), acteur, réalisateur
- Geoffrey Howe (1926-2015), homme politique, ancien Vice-Premier ministre du Royaume-Uni
- Andrew Vicari (1932-2016), peintre
- Michael Sheen (né en 1969), acteur

## Galerie

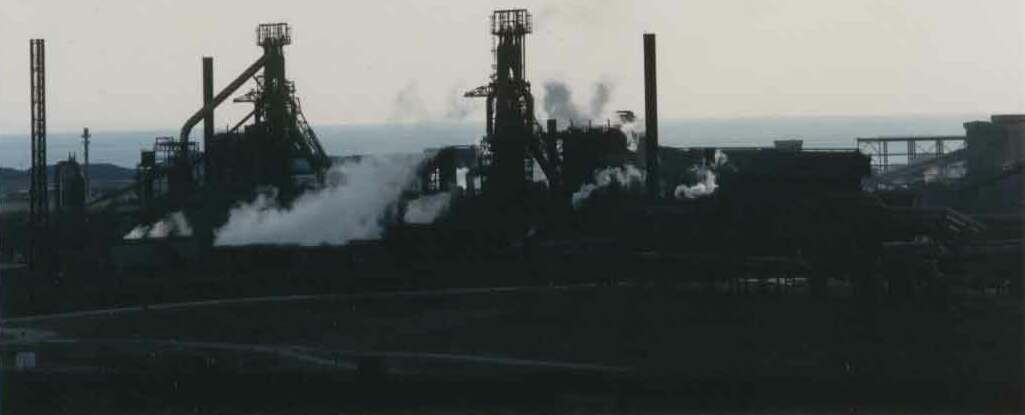
Aciérie de Port Talbot
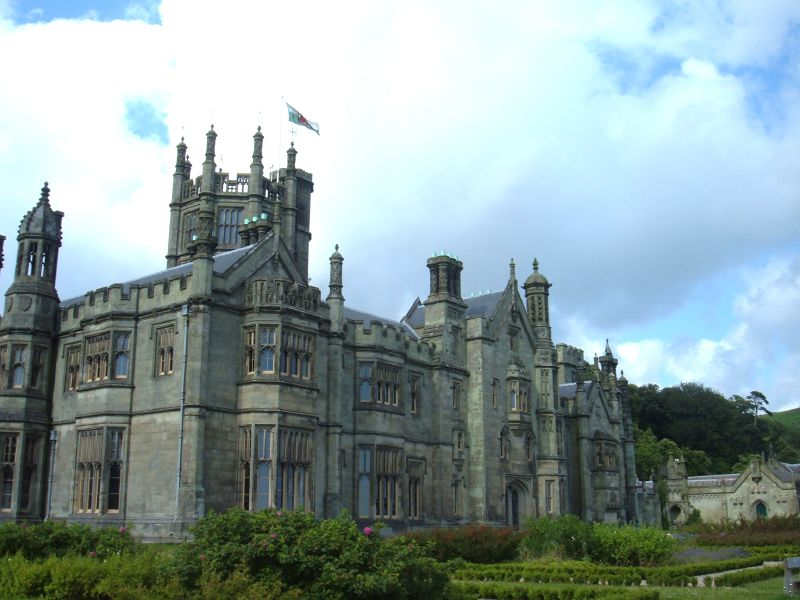
Le château de Margam, proche de l'abbaye de Margam